# Unset
unset (de l'anglais to unset que l'on pourrait traduire par rendre indéfini) est une commande Unix qui efface de la mémoire les variables passées en paramètre. Cette commande ne retourne aucun résultat (void).

## Liste des paramètres
- -v : détruit une variable (comportement par defaut)
- -f : détruit une fonction

## Exemple d'utilisation
Note: la première ligne correspond au shebang et les informations précédées d'un croisillon « # » sont des commentaires.
Avec une variable :
```
#!/bin/sh

ma_variable
=
'Hello world!'
     
# on définit une variable et on lui affecte une valeur

echo
 
$ma_variable
              
# on affiche la valeur de la variable

unset
 
ma_variable
              
# on détruit la variable (identique à unset -v ma_variable)

echo
 
$ma_variable
              
# rien n'est affiché car la variable n'existe plus

```

Avec une fonction et le paramètre -f :
```
#!/bin/sh

ma_fonction
()

{

    
echo
 
"Bonjour le monde!"

}

ma_fonction
                    
# on appelle la fonction qui affiche « Bonjour le monde! »

unset
 
-f
 
ma_fonction
           
# on détruit la fonction

ma_function
                    
# affiche une erreur similaire à « ma_fonction: not found » car la fonction n'existe plus

```

## Autres langages
unset est également disponible dans :
- PHP (via la fonction du même nom)[2]